# Wissadula
Wissadula är ett släkte av malvaväxter. Wissadula ingår i familjen malvaväxter.

## Bildgalleri

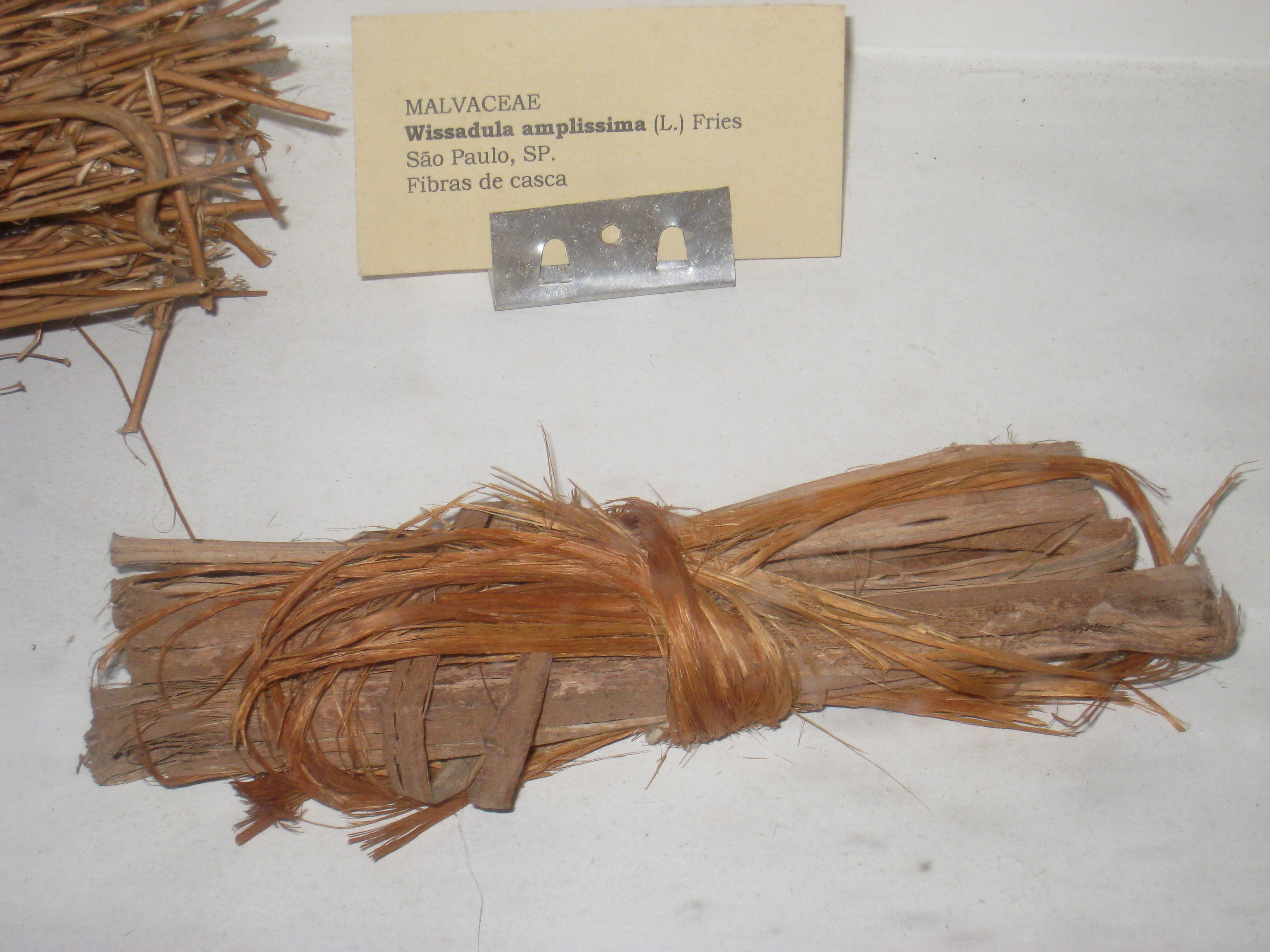

## Dottertaxa tillWissadula, i alfabetisk ordning[1]
- Wissadula amplissima
- Wissadula andina
- Wissadula boliviana
- Wissadula cardenasii
- Wissadula caribaea
- Wissadula contracta
- Wissadula costaricensis
- Wissadula cruziana
- Wissadula cuspidata
- Wissadula decora
- Wissadula delicata
- Wissadula densiflora
- Wissadula divergens
- Wissadula ecuadoriensis
- Wissadula excelsior
- Wissadula fadyenii
- Wissadula filipes
- Wissadula fuscorosea
- Wissadula glechomifolia
- Wissadula grandifolia
- Wissadula gymnanthemum
- Wissadula hernandioides
- Wissadula indivisa
- Wissadula krapovickasiana
- Wissadula macrocarpa
- Wissadula microcarpa
- Wissadula paraguariensis
- Wissadula parviflora
- Wissadula parvifolia
- Wissadula pavonii
- Wissadula peredoi
- Wissadula periplocifolia
- Wissadula setifera
- Wissadula sordida
- Wissadula stellata
- Wissadula stipulata
- Wissadula subpeltata
- Wissadula tucumanensis
- Wissadula wissadifolia